# Hydropsyche sattleri
Hydropsyche sattleri là một loài Trichoptera trong họ Hydropsychidae. Chúng phân bố ở miền Cổ bắc.